# Tennis Masters Cup 2006
La edición 37 de la Tennis Masters Cup se llevó a cabo entre el 12 y el 19 de noviembre del 2006 en el estadio Qi Zhong de Shanghái, China.

## Individuales

### Carrera clasificatoria
|  | Jugador       | Australia | Indian Wells | Miami | Monte Carlo | Roma | Hamburgo | Roland Garros | Wimbledon | Canadá | Cincinnati | US Open | Madrid | París | 5 mejores | Puntos Totales |
|  | ------------- | --------- | ------------ | ----- | ----------- | ---- | -------- | ------------- | --------- | ------ | ---------- | ------- | ------ | ----- | --------- | -------------- |
|  | R. Federer    | 200       | 100          | 100   | 70          | 70   | -        | 140           | 200       | 100    | 7          | 200     | 100    | -     | 237       | 1524           |
|  | R. Nadal      | -         | 45           | 1     | 100         | 100  | -        | 200           | 140       | 15     | 25         | 50      | 25     | -     | 153       | 854            |
|  | N. Davydenko  | 50        | 7            | 15    | 1           | 15   | 25       | 50            | 1         | 1      | 1          | 90      | 1      | 100   | 188       | 545            |
|  | I. Ljubičić   | 50        | 25           | 70    | 25          | 1    | 7        | 90            | 15        | 15     | 25         | 1       | 1      | -     | 154       | 479            |
|  | A. Roddick    | 30        | 15           | 25    | -           | 25   | -        | 1             | 15        | -      | 100        | 140     | 15     | -     | 97        | 463            |
|  | T. Robredo    | 30        | 7            | 1     | 25          | 1    | 100      | 30            | 7         | 7      | 45         | 30      | 15     | 45    | 112       | 455            |
|  | D. Nalbandian | 90        | 15           | 45    | 15          | 45   | -        | 90            | 15        | 1      | 7          | 7       | 45     | -     | 64        | 439            |
|  | J. Blake      | 15        | 70           | 25    | -           | 1    | 15       | 15            | 15        | 7      | 7          | 50      | 1      | 15    | 190       | 426            |
|  | M. Ančić      | 15        | 15           | 25    | -           | 25   | 45       | 50            | 50        | -      | -          | -       | 1      | 25    | 161       | 412            |
|  | F. González   | 1         | 1            | 7     | 45          | 25   | 15       | 7             | 15        | 45     | 45         | 15      | 70     | 1     | 111       | 403            |

| Jugadores clasificados |
| Jugadores suplentes    |

### Round Robin

#### Grupo rojo
| Partidos               |           |                        | Resultado        |
| ---------------------- | --------- | ---------------------- | ---------------- |
| Roger Federer (SUI)    | derrota a | David Nalbandian (ARG) | 3-6, 6-1, 6-1    |
| Andy Roddick (USA)     | derrota a | Ivan Ljubičić (CRO)    | 6-4, 6-7(9), 6-1 |
| Roger Federer (SUI)    | derrota a | Andy Roddick (USA)     | 4-6, 7-6(8), 6-4 |
| Ivan Ljubičić (CRO)    | derrota a | David Nalbandian (ARG) | 5-7, 7-6(7), 7-5 |
| David Nalbandian (ARG) | derrota a | Andy Roddick (USA)     | 6-2, 7-6(4)      |
| Roger Federer (SUI)    | derrota a | Ivan Ljubičić (CRO)    | 7-6(2), 6-4      |

| #  | Ranking | Jugador          | Partidos G - P | Sets G - P |
| -- | ------- | ---------------- | -------------- | ---------- |
| 1. | 1       | Roger Federer    | 3 - 0          | 6 - 2      |
| 2. | 7       | David Nalbandian | 1 - 2          | 4 - 4      |
| 3. | 5       | Andy Roddick     | 1 - 2          | 3 - 5      |
| 4. | 4       | Ivan Ljubičić    | 1 - 2          | 3 - 5      |

#### Grupo dorado
| Partidos                |           |                         | Resultado        |
| ----------------------- | --------- | ----------------------- | ---------------- |
| James Blake (USA)       | derrota a | Rafael Nadal (ESP)      | 6-4, 7-6(0)      |
| Nikolay Davydenko (RUS) | derrota a | Tommy Robredo (ESP)     | 7-6(8), 3-6, 6-1 |
| James Blake (USA)       | derrota a | Nikolay Davydenko (RUS) | 2-6, 6-4, 7-5    |
| Rafael Nadal (ESP)      | derrota a | Tommy Robredo (ESP)     | 7-6(2), 6-2      |
| Rafael Nadal (ESP)      | derrota a | Nikolay Davydenko (RUS) | 5-7, 6-4, 6-4    |
| Tommy Robredo (ESP)     | derrota a | James Blake (USA)       | 6-2, 3-6, 7-5    |

| #  | Ranking | Jugador           | Partidos G - P | Sets G - P |
| -- | ------- | ----------------- | -------------- | ---------- |
| 1. | 8       | James Blake       | 2 - 1          | 5 - 3      |
| 2. | 2       | Rafael Nadal      | 2 - 1          | 4 - 3      |
| 3. | 3       | Nikolay Davydenko | 1 - 2          | 4 - 5      |
| 4. | 6       | Tommy Robredo     | 1 - 2          | 3 - 5      |

### Semifinales
| Resultados          |           |                        |          |
| ------------------- | --------- | ---------------------- | -------- |
| Roger Federer (SUI) | derrota a | Rafael Nadal (ESP)     | 6-4, 7-5 |
| James Blake (USA)   | derrota a | David Nalbandian (ARG) | 6-4, 6-1 |

### Final
| Resultado           |           |                   |               |
| ------------------- | --------- | ----------------- | ------------- |
| Roger Federer (SUI) | derrota a | James Blake (USA) | 6-0, 6-3, 6-4 |

## Dobles

### Carrera clasificatoria
|  | Pareja                                 |  | Puntos ATP Race |
|  | -------------------------------------- |  | --------------- |
|  | Bob Bryan / Mike Bryan                 |  | 1180            |
|  | Jonas Björkman / Max Mirnyi            |  | 1026            |
|  | Mark Knowles / Daniel Nestor           |  | 770             |
|  | Paul Hanley / Kevin Ullyett            |  | 767             |
|  | Fabrice Santoro / Nenad Zimonjić       |  | 662             |
|  | Martin Damm / Leander Paes             |  | 617             |
|  | Jonathan Erlich / Andy Ram             |  | 490             |
|  | Mariusz Fyrstenberg / Marcin Matkowski |  | 435             |
|  | Simon Aspelin / Todd Perry             |  | 416             |
|  | Lukas Dlouhy / Pavel Vízner            |  | 392             |

| Parejas clasificadas |
| Parejas suplentes    |

### Round Robin

#### Grupo rojo
| Partidos                                |            |                                        | Resultado           |
| --------------------------------------- | ---------- | -------------------------------------- | ------------------- |
| Jonathan Erlich (ISR) / Andy Ram (ISR)  | derrotan a | Bob Bryan (USA) / Mike Bryan (USA)     | 7-6(2), 2-6, 6-1    |
| Paul Hanley (AUS) / Kevin Ullyett (ZIM) | derrotan a | Martin Damm (CZE) / Leander Paes (IND) | 7-6(6), 4-6, 6-3    |
| Paul Hanley (AUS) / Kevin Ullyett (ZIM) | derrotan a | Jonathan Erlich (ISR) / Andy Ram (ISR) | 6-4, 6-4            |
| Bob Bryan (USA) / Mike Bryan (USA)      | derrotan a | Martin Damm (CZE) / Leander Paes (IND) | 6-2, 6-7(4), 7-6(5) |
| Paul Hanley (AUS) / Kevin Ullyett (ZIM) | derrotan a | Bob Bryan (USA) / Mike Bryan (USA)     | 3-6, 7-6(4), 6-4    |
| Martin Damm (CZE) / Leander Paes (IND)  | derrotan a | Jonathan Erlich (ISR) / Andy Ram (ISR) | 6-4, 7-6(6)         |

| #  | Ranking | Jugadores                   | Partidos G - P | Sets G - P |
| -- | ------- | --------------------------- | -------------- | ---------- |
| 1. | 4       | Paul Hanley / Kevin Ullyett | 3 - 0          | 6 - 2      |
| 2. | 6       | Martin Damm / Leander Paes  | 1 - 2          | 4 - 4      |
| 3. | 1       | Bob Bryan / Mike Bryan      | 1 - 2          | 4 - 5      |
| 4. | 7       | Jonathan Erlich / Andy Ram  | 1 - 2          | 2 - 5      |

#### Grupo dorado
| Partidos                                     |            |                                                    | Resultado        |
| -------------------------------------------- | ---------- | -------------------------------------------------- | ---------------- |
| Jonas Björkman (SUE) / Max Mirnyi (BLR)      | derrotan a | Mariusz Fyrstenberg (POL) / Marcin Matkowski (POL) | 6-3, 6-4         |
| Mark Knowles (BAH) / Daniel Nestor (CAN)     | derrotan a | Fabrice Santoro (FRA) / Nenad Zimonjić (SRB)       | 6-3, 6-2         |
| Fabrice Santoro (FRA) / Nenad Zimonjić (SRB) | derrotan a | Mariusz Fyrstenberg (POL) / Marcin Matkowski (POL) | 6-3, 6-7(4), 6-3 |
| Jonas Björkman (SUE) / Max Mirnyi (BLR)      | derrotan a | Mark Knowles (BAH) / Daniel Nestor (CAN)           | 4-6, 6-4, 7-6(2) |
| Mark Knowles (BAH) / Daniel Nestor (CAN)     | derrotan a | Mariusz Fyrstenberg (POL) / Marcin Matkowski (POL) | 6-3, 6-3         |
| Jonas Björkman (SUE) / Max Mirnyi (BLR)      | derrotan a | Fabrice Santoro (FRA) / Nenad Zimonjić (SRB)       | 6-3, 7-6(7)      |

| #  | Ranking | Jugador                                | Partidos G - P | Sets G - P |
| -- | ------- | -------------------------------------- | -------------- | ---------- |
| 1. | 2       | Jonas Björkman / Max Mirnyi            | 3 - 0          | 6 - 1      |
| 2. | 3       | Mark Knowles / Daniel Nestor           | 2 - 1          | 5 - 2      |
| 3. | 5       | Fabrice Santoro / Nenad Zimonjić       | 1 - 2          | 2 - 5      |
| 4. | 8       | Mariusz Fyrstenberg / Marcin Matkowski | 0 - 3          | 1 - 6      |

### Semifinales
| Resultados                               |            |                                         |                        |
| ---------------------------------------- | ---------- | --------------------------------------- | ---------------------- |
| Mark Knowles (BAH) / Daniel Nestor (CAN) | derrotan a | Paul Hanley (AUS) / Kevin Ullyett (ZIM) | 4-6, 6-1, 6-3          |
| Jonas Björkman (SWE) / Max Mirnyi (BLR)  | derrotan a | Martin Damm (CZE) / Leander Paes (IND)  | 6-7(4), 7-6(4), 7-6(5) |

### Final
| Resultado                               |            |                                          |          |
| --------------------------------------- | ---------- | ---------------------------------------- | -------- |
| Jonas Björkman (SWE) / Max Mirnyi (BLR) | derrotan a | Mark Knowles (BAH) / Daniel Nestor (CAN) | 6-2, 6-4 |

| Predecesor: Shanghái 2005 | Tennis Masters Cup 2006 | Sucesor: Shanghái 2007 |